# Liste des coureurs du Tour de France 1936
La liste des coureurs du Tour de France 1936 présente les 90 coureurs inscrits sur la liste de départ de la 30e édition de la course cycliste par étapes française du Tour de France.

## Organisation du peloton
Les 90 participants sont répartis en trois groupes. La catégorie des « As A » rassemble les équipes nationales de France, de Belgique, d'Allemagne et d'Espagne-Luxembourg, qui comprennent dix coureurs chacune. L'Italie est absente, faisant l'objet de sanctions après l'invasion de l'Éthiopie à la fin de l'année 1935. Les « As B » rassemblent vingt coureurs répartis en cinq nations de quatre coureurs : l'Autriche, la Suisse, les Pays-Bas, la Yougoslavie et la Roumanie, ces trois dernières nations effectuant leur première participation. Henri Desgrange refuse cependant la candidature des fédérations bulgare, danoise et portugaise. Enfin, 30 « touristes-routiers », tous de nationalité française, complètent le peloton.
Sur les 90 partants, seuls 43 terminent l'épreuve.

## Liste des coureurs
La liste ci-dessous présente les coureurs inscrits par numéro de dossard.
| Légende | Légende                                                                    | Légende | Légende                                                    |
| ------- | -------------------------------------------------------------------------- | ------- | ---------------------------------------------------------- |
| Num     | Dossard de départ porté par le coureur sur ce Tour                         | Pos     | Position à l'arrivée de la course                          |
|         | Indique un maillot de champion national ou mondial, suivi de sa spécialité | NP      | Indique un coureur qui n'a pas pris le départ de la course |
| AB      | Indique un coureur qui n'a pas terminé la course                           | HD      | Indique un coureur qui a terminé la course hors des délais |

| Belgique | Belgique                    | Belgique |
| -------- | --------------------------- | -------- |
| Num      | Coureur                     | Pos      |
| 1        | Romain Maes (BEL)           | AB-7     |
| 2        | Sylvère Maes (BEL)          | 1er      |
| 3        | Félicien Vervaecke (BEL)    | 3e       |
| 4        | Gustave Danneels (BEL)      | AB-7     |
| 5        | Éloi Meulenberg (BEL)       | 34e      |
| 6        | Marcel Kint (BEL)           | 9e       |
| 7        | Cyriel Van Overberghe (BEL) | 26e      |
| 8        | Albert Hendrickx (BEL)      | 31e      |
| 9        | François Neuville (BEL)     | 19e      |
| 10       | Robert Wierinckx (BEL)      | AB-15    |

| Allemagne | Allemagne             | Allemagne |
| --------- | --------------------- | --------- |
| Num       | Coureur               | Pos       |
| 11        | Bruno Roth (GER)      | AB-6      |
| 12        | Otto Weckerling (GER) | AB-15     |
| 13        | Erich Haendel (GER)   | AB-15     |
| 14        | Emil Kijewski (GER)   | AB-6      |
| 15        | Erich Bautz (GER)     | AB-6      |
| 16        | Karl Heide (GER)      | AB-15     |
| 17        | Rudolf Risch (GER)    | AB-4      |
| 18        | Hans Weiss (GER)      | AB-13     |
| 19        | Josef Arents (GER)    | NP-5      |
| 20        | Fritz Funke (GER)     | AB-8      |

| Espagne/Luxembourg | Espagne/Luxembourg      | Espagne/Luxembourg |
| ------------------ | ----------------------- | ------------------ |
| Num                | Coureur                 | Pos                |
| 21                 | Mariano Cañardo (ESP)   | 6e                 |
| 22                 | Julián Berrendero (ESP) | 11e                |
| 23                 | Salvador Molina (ESP)   | AB-7               |
| 24                 | Federico Ezquerra (ESP) | 17e                |
| 25                 | Emiliano Álvarez (ESP)  | 24e                |
| 26                 | Arsène Mersch (LUX)     | 5e                 |
| 27                 | Mathias Clemens (LUX)   | 7e                 |
| 28                 | Josy Kraus (LUX)        | AB-5               |
| 29                 | Pierre Clemens (LUX)    | 4e                 |
| 30                 | Jean Majerus (LUX)      | AB-13              |

| France | France                   | France |
| ------ | ------------------------ | ------ |
| Num    | Coureur                  | Pos    |
| 31     | Antonin Magne (FRA)      | 2e     |
| 32     | Georges Speicher (FRA)   | AB-7   |
| 33     | Maurice Archambaud (FRA) | AB-14a |
| 34     | René Le Grevès (FRA)     | 20e    |
| 35     | Fernand Mithouard (FRA)  | AB-7   |
| 36     | Pierre Cogan (FRA)       | 16e    |
| 37     | Robert Tanneveau (FRA)   | 18e    |
| 38     | Arthur Debruyckere (FRA) | 29e    |
| 39     | Raoul Lesueur (FRA)      | 14e    |
| 40     | Paul Maye (FRA)          | 33e    |

| Suisse | Suisse             | Suisse |
| ------ | ------------------ | ------ |
| Num    | Coureur            | Pos    |
| 51     | Paul Egli (SUI)    | AB-10  |
| 52     | Theo Heimann (SUI) | AB-13  |
| 53     | Hans Martin (SUI)  | AB-15  |
| 54     | Léo Amberg (SUI)   | 8e     |

| Hollande | Hollande                  | Hollande |
| -------- | ------------------------- | -------- |
| Num      | Coureur                   | Pos      |
| 55       | Albert van Schendel (NED) | 15e      |
| 56       | Antoon van Schendel (NED) | 32e      |
| 57       | Theofiel Middelkamp (NED) | 23e      |
| 58       | Albert Gijzen (NED)       | AB-9     |

| Yougoslavie | Yougoslavie          | Yougoslavie |
| ----------- | -------------------- | ----------- |
| Num         | Coureur              | Pos         |
| 59          | Stjepan Grgac (YUG)  | AB-15       |
| 60          | Rudolf Fiket (YUG)   | AB-2        |
| 61          | Stjepan Ljubić (YUG) | AB-3        |
| 62          | Franc Abulnar (YUG)  | AB-9        |

| Roumanie | Roumanie                | Roumanie |
| -------- | ----------------------- | -------- |
| Num      | Coureur                 | Pos      |
| 63       | Virgil Marmocea (ROU)   | AB-3     |
| 64       | Nicolae Ţapu (ROU)      | AB-3     |
| 65       | Constantin Tudose (ROU) | AB-2     |
| 66       | Gheorghe Hapciuc (ROU)  | AB-3     |

| Autriche | Autriche              | Autriche |
| -------- | --------------------- | -------- |
| Num      | Coureur               | Pos      |
| 67       | Max Bulla (AUT)       | AB-10    |
| 68       | Karl Thallinger (AUT) | AB-9     |
| 69       | Frantz Dunder (AUT)   | AB-6     |
| 70       | Albert Oblinger (AUT) | AB-13    |

| Touristes-Routiers | Touristes-Routiers      | Touristes-Routiers |
| ------------------ | ----------------------- | ------------------ |
| Num                | Coureur                 | Pos                |
| 101                | Abdel-Kader Abbes (ALG) | 42e                |
| 102                | Alphonse Antoine (FRA)  | 27e                |
| 103                | Robert Béliard (FRA)    | AB-6               |
| 104                | Charles Berty (FRA)     | 25e                |
| 105                | Décimo Bettini (FRA)    | HD-14b             |
| 106                | Aldo Bertocco (FRA)     | 43e                |
| 107                | Auguste Chavard (FRA)   | AB-7               |
| 108                | Pierre Cloarec (FRA)    | 22e                |
| 109                | Robert Conan (FRA)      | AB-15              |
| 110                | Marcel Walle (FRA)      | 35e                |

| Touristes-Routiers (suite) | Touristes-Routiers (suite) | Touristes-Routiers (suite) |
| -------------------------- | -------------------------- | -------------------------- |
| Num                        | Coureur                    | Pos                        |
| 111                        | Gabriel Dubois (FRA)       | 39e                        |
| 112                        | Sauveur Ducazeaux (FRA)    | 37e                        |
| 113                        | Amédée Fournier (FRA)      | NP-7                       |
| 114                        | Fabien Galateau (FRA)      | 40e                        |
| 115                        | Dante Gianello (FRA)       | AB-7                       |
| 116                        | Jean-Marie Goasmat (FRA)   | 28e                        |
| 117                        | Fernand Lemay (FRA)        | 30e                        |
| 118                        | Antoine Latorre (FRA)      | 41e                        |
| 119                        | Alphonse Leboulanger (FRA) | HD-12                      |
| 120                        | Léon Level (FRA)           | 10e                        |

| Touristes-Routiers (suite) | Touristes-Routiers (suite) | Touristes-Routiers (suite) |
| -------------------------- | -------------------------- | -------------------------- |
| Num                        | Coureur                    | Pos                        |
| 121                        | Sylvain Marcaillou (FRA)   | 12e                        |
| 122                        | Yvan Marie (FRA)           | 21e                        |
| 123                        | Edmond Pagès (FRA)         | 38e                        |
| 124                        | Raymond Passat (FRA)       | 36e                        |
| 125                        | Rémi Royer (FRA)           | AB-2                       |
| 126                        | Gabriel Ruozzi (FRA)       | AB-2                       |
| 127                        | Léon Theerlynck (FRA)      | AB-7                       |
| 128                        | Louis Thiétard (FRA)       | 13e                        |
| 129                        | René Vietto (FRA)          | AB-6                       |
| 130                        | Alfred Weck (FRA)          | AB-5                       |